# Hugo Jacobi (Dichter)
Hugo Simon Jacobi (* 14. November 1882 in Straßburg; † 14. Dezember 1954 in Zürich) war ein deutscher Jurist und Dichter.
Hugo Jacobi war der Sohn des Unternehmers Salomo Jacobi, dem Teilhaber und zweiten Namensgeber des Eisen- und Stahlunternehmens Wolf Netter & Jacobi. Seine Mutter war die Ehefrau von Salomo Jacobi, Ottilie Jacobi geborene Röthschild. Er studierte Rechtswissenschaften an der Universität Heidelberg, vor allem bei Richard Schröder, und wurde hier 1911 zum Dr. jur. promoviert. Als Offizier nahm er am Ersten Weltkrieg teil. Bei einem Lazarettaufenthalt in Straßburg entstand sein erster Gedichtband Ich weiß nicht, wer noch lebt…. Nachdem Elsaß-Lothringen 1918 wieder französisch wurde, lebte er in Berlin und war als Regierungsrat bei der preußischen Regierung in Potsdam tätig.
1938 emigrierte er über Frankreich nach New York City und lebte zuletzt in Zürich. Er war Mitglied im P.E.N.-Zentrum deutschsprachiger Autoren im Ausland. In seinem Testament stiftete er den Hugo-Jacobi-Preis für „junge, um Stil und Existenz ringende Dichter“.

## Werke
- Der Versicherungsschein. Straßburg : Du Mont Schauberg, 1911, zugleich Heidelberg, Jur. Diss. v. 24. Juni 1911
- Ich weiß nicht, wer noch lebt … Gedichte. Straßburg: Singer [1917]
- Die Ahnenden: Gedichte. Potsdam: G. Kiepenheuer 1925 [Copyright im Impressum, laut Berger 1926]
- Nefretete: Gedichte. Berlin: Kiepenheuer 1933
- Venezianische Spiegelungen. Köln; Berlin: Kiepenheuer 1951
- (posthum) Gedichte. Hrsg. von Ferdinand Lion. Köln; Berlin: Kiepenheuer & Witsch 1955